# Acetal

Structura chimică generală a unui acetal oarecare

Un acetal este o grupă funcțională cu o structură de tipul R2C(OR')2, unde ambele grupe R' reprezintă resturi organice, fiind astfel dieteri ai diolilor geminali. Atomul central de carbon este implicat în patru legături chimice, astfel că este saturat și are geometrie tetraedrică. Cele două grupe R'O pot sau nu să fie echivalente. Cele două grupe R pot fi echivalente (când avem un acetal simetric) sau să nu fie (când avem un acetal mixt), iar unul dintre acestea sau chiar ambele pot fi atomi de hidrogen în loc de resturi organice.

## Descriere
Acetalii se formează din compuși carbonilici (aldehidele și cetonele, R2C=O), și pot prin anumite reacții să-i formeze la loc. Termenul de cetal este rar utilizat pentru a face referire la acetali cu structuri asociate cu cetonele, și nu cu aldehidele.

## Obținere
Formarea unui acetal are loc în momentul în care o grupă hidroxil a unui hemiacetal devine protonată și pierde apă. Carbocationul care este produs se atașează rapid de o moleculă de alcool. Concomitent cu pierderea protonului de la alcoolul atașat se obține acetalul (sau cetalul):